# Кариман, Кан
Кан Кариман (тур. Kaan Kahriman; род. 12 сентября 2004) — турецкий тяжелоатлет, чемпион Европы 2025 года, призёр чемпионатов Европы 2023 и 2024 годов. Серебряный призёр чемпионатов мира среди юниоров 2021 и 2022 годов.

## Карьера
В 2021 и 2022 годах турецкий спортсмен выступал на юношеских чемпионатах мира, где дважды становился обладателем серебряной медали в категории до 61 кг.
В апреле 2023 года на чемпионате Европы в Ереване, в весовой категории до 67 кг, Кариман занял итоговое третье место с результатом 301 килограмм. В упражнении «рывок» он сумел завоевать малую серебряную медаль с результатом 141 кг.
В феврале 2024 года на чемпионате Европы в Софии Кан завоевал серебряную медаль по сумме двух упражнений с результатом 310 кг. В упражнении рывок он стал первым (142 кг), а в упражнении толчок был третьим (168 кг).
В декабре 2024 года в Манаме, на чемпионате мира, Кан выступил в весовой категории до 67 кг, где смог завоевать малую бронзовую медаль в рывке с результатом 148 кг, что стало новым мировым рекордом по юниорам.
На чемпионате Европы 2025 года в Кишинёве завоевал золотую медаль в весовой категории до 67 кг с итоговым результатом 316 кг. В упражнении «рывок» стал победителем (141 кг), а в упражнении «толчок» занял второе место (170 кг). 

## Достижения
Чемпионат Европы
| Результат | Вес      | Год  | Место соревнований | Рывок | Толчок | Общий вес |
| Бронза    | до 67 кг | 2023 | Ереван, Армения    | 141,0 | 160,0  | 301,0     |
| Серебро   | до 67 кг | 2024 | София, Болгария    | 142,0 | 168,0  | 310,0     |
| Золото    | до 67 кг | 2025 | Кишинёв, Молдова   | 146,0 | 170,0  | 316,0     |